# Юзеф Торн
Юзеф Торн (пол. Józef Thorn) — львівський архітектор, член Професійної спілки будівничих у Львові, працював в редакції часопису «Budowniczy». Мешкав на вулиці Оборони Львова, 38. У 1939 р. бюро будівельної фірми знаходилося на вулиці Оборони Львова, 2.

## Основні роботи

### Реалізовані проекти
- Керував будівельними роботами у львівському монастирі францисканців. Здійснив також відновлення каплиці при тамтешньому костелі (літо 1930)[3]

- Автор проекту єврейської купецької гімназії у стилі функціоналізму на вулиці Клепарівській, 11а, збудованої 1938 р.[4].

- На Східних торгах у Львові спорудив взірцевий однородинний будинок і металеву альтанку (1935).[5].

- За проектом Торна створено срібний кубок, який вручався на одному з конкурсів Східних торгів 1935 року.[6]

- 1939 р. Юзефом Торном внесено зміни до проекту будівництва будинку по вул. Супінського, 26, що стосувалися часткового перепланування помешкань[7].

### Статті
Друкувався у часописі «Budowniczy»:
- Przyczyny zastoju budowlanego we Lwowie (1930, № 5);
- Izolacje przeciw wilgoci (1930, № 7);
- Ożywienie ruchu budowlanego a krzywda właścicieli gruntów (1930, № 7);
- Wpływ barwy na psychikę ludzką (1936, № 1-2);
- Budowa pomieszczeń OPL. Ochrona domu mieszkalnego (1937, № 3).